# Европско првенство у атлетици на отвореном 1946 — скок удаљ за мушкарце
Такмичење у скоку удаљ у мушкој конкуренцији на 3. Европском првенству у атлетици 1938. одржано је 24. августа на стадиону Бислет у Ослу.
Титулу освојену на 2. Европском првенству 1938. у Паризу није бранио Вилхелм Лајхум из Немачке

## Земље учеснице
Учествовало је 14. такмичара из 10 земаља.
1. Белгија (1)
2. Данска (1)
3. Исланд (2)
4. Италија (1)
5. Уједињено Краљевство (1)
6. Француска (1)
7. Холандија (1)
8. Чехословачка (2)
9. Швајцарска (2)
10. Шведска (2)

## Рекорди
| Рекорди пре почетка Европског првенства 1946. | Рекорди пре почетка Европског првенства 1946. | Рекорди пре почетка Европског првенства 1946. | Рекорди пре почетка Европског првенства 1946. | Рекорди пре почетка Европског првенства 1946. |
| --------------------------------------------- | --------------------------------------------- | --------------------------------------------- | --------------------------------------------- | --------------------------------------------- |
| Светски рекорд                                | Џеси Овенс Сједињене Државе                   | 8,13                                          | Ен Арбор, САД                                 | 25. мај 1935.                                 |
| Европски рекорд                               | Јуц Лонг Немачка                              | 7,90                                          | Берлин, Немачка                               | 1. септембар 1937.                            |
| Рекорди европских првенстава                  | Вилхелм Лајхум Немачка                        | 7,65                                          | Париз, Француска                              | 3. септембар 1938.                            |

## Освајачи медаља
|                   |                        |                               |
| Оле Лешер Шведска | Лисјен Граф Швајцарска | Мирослав Рихошек Чехословачка |

## Резултати
Такмичење се сатојало од квалификација у којим се 14 скакача удаа такмичило за првих 8 места и пласман у финале (КВ). Квалификације и финале одржани су истог дана.

## Квалификације
| Пласман | Такмичар              | Држава               | Резултат | Белешке |
| ------- | --------------------- | -------------------- | -------- | ------- |
| 1       | Оле Лешер             | Шведска              | 7,18     | КВ      |
| 2.      | Лисјен Граф           | Швајцарска           | 7,09     | КВ      |
| 3.      | Еђидио Прибети        | Италија              | 7,08     | КВ      |
| 4.      | Оливер Стејн Јохансон | Исланд               | 7,06     | КВ      |
| 5.      | Денис Вотс            | Уједињено Краљевство | 7,00     | КВ      |
| 6.      | Мирослав Рихошек      | Чехословачка         | 6,98     | КВ      |
| 7.      | Стиг Хокансон         | Шведска              | 6.94     | КВ      |
| 8.      | Згењек Матис          | Чехословачка         | 6,78     | КВ      |
| 9.      | Мес Нактгеборен       | Холандија            | 6,77     |         |
| 10.     | Жен Студер            | Швајцарска           | 6,74     |         |
| 11.     | Бјерн Вилмундарсон    | Исланд               | 6,69     |         |
| 12.     | Арман Бур             | Француска            | 6,58     |         |
| 13.     | Леополд Делкур        | Белгија              | 6,56     |         |
| 14.     | Пребен Ларсен         | Данска               | 6,53     |         |

### Финале
| Пласман | Такмичар              | Држава               | Резултат | Белешке |
| ------- | --------------------- | -------------------- | -------- | ------- |
|         | Оле Лешер             | Шведска              | 7,42     |         |
|         | Лисјен Граф           | Швајцарска           | 7,40     |         |
|         | Мирослав Рихошек      | Чехословачка         | 7,29     | НР      |
| 4.      | Еђидио Прибети        | Италија              | 7,28     |         |
| 5.      | Стиг Хокансон         | Шведска              | 6,97     |         |
| 6.      | Денис Вотс            | Уједињено Краљевство | 6,95     |         |
| 7.      | Згењек Матис          | Чехословачка         | 6,92     |         |
| 8.      | Оливер Стејн Јохансон | Исланд               | 6,82     |         |

## Укупни биланс медаља у скоку удаљ за мушкарце после 3. Европског првенства 1934—1946.
|    | Земља      | Злато | Сребро | Бронза | Укупно |
| -- | ---------- | ----- | ------ | ------ | ------ |
| 1. | Немачка    | 2     | 0      | 2      | 4      |
| 2. | Шведска    | 1     | 0      | 0      | 1      |
| 3. | Италија    | 0     | 1      | 0      | 1      |
| 3. | Норвешка   | 0     | 1      | 0      | 1      |
| 3. | Швајцарска | 0     | 1      | 0      | 1      |
| 6. | Шведска    | 0     | 0      | 1      | 1      |
|    | Укупно {6} | 3     | 3      | 3      | 9      |

|    | Атлетичар      | Земља   | Злато | Сребро | Бронза | Укупно |
| -- | -------------- | ------- | ----- | ------ | ------ | ------ |
| 1. | Вилхелм Лајхум | Немачка | 2     | 0      | 0      | 2      |
| 2. | Луц Лонг       | Немачка | 0     | 0      | 2      | 2      |